# Christian Fumagalli
 (avril 2012).
Si vous disposez d'ouvrages ou d'articles de référence ou si vous connaissez des sites web de qualité traitant du thème abordé ici, merci de compléter l'article en donnant les références utiles à sa vérifiabilité et en les liant à la section « Notes et références ».
Christian Fumagalli, né le 8 décembre 1946 à Gray (Haute-Saône), est un peintre français franc-comtois.

## Biographie
Christian Fumagalli est né à Gray le 8 décembre 1946. Sa famille s’installe à Besançon (Doubs) en 1959. Il entre à l’école des Beaux-arts de Besançon, dans l’atelier de Jean Ricardon, où il reçoit l’essentiel de sa formation à partir de 1961. Après deux ans d’interruption, il obtient le CAFAS en 1970 et le DNSEP, à Lyon, en 1972.
Ses rencontres amicales avec Michel Seuphor, dès 1966, et avec Gérard Xuriguera, à partir de 1981, comptent parmi les points forts de sa carrière.
À noter également, d’enrichissantes confrontations, lors d’expositions communes, avec Joan Miró, Antonio Saura, Joseph Beuys, Pablo Picasso… pour ne citer qu’eux.
Fumagalli commence par des études classiques : des natures mortes, où l’apport de l’abstraction géométrique joue un rôle important ; des nus, puis des autoportraits dont les différentes pièces ont un aspect mécanisé, sur de grands fonds en à-plats bordeaux.
Viennent ensuite des saynètes et des paysages animés, d’une forte densité poétique, qui racontent, de manière touchante, une histoire interne au tableau. De la même façon que le douanier Rousseau avait inventé le portrait-paysage, Fumagalli invente le récit-paysage.
Suivent des œuvres à caractère plus métaphysique, avec l’introduction de divers éléments chargés de symbolisme : mur, escalier, astres, éclair… autour de personnages, debout ou couchés.
Tournant décisif en 1975 où il peint une crucifixion accompagnée d’un petit cheval blanc, destiné à donner la mesure de la scène, et qui va décider de l’avenir de sa peinture pour les trente années suivantes, avec pour thème majeur : cheval et personnages ; incluant de surprenants Saint Georges.
Là encore, Fumagalli fait œuvre novatrice. Il crée une posture inédite : cheval cabré, vu de dos en surplomb. Réalité décalée à lectures multiples.
Au centre de cette imagerie, le cheval est traduit dans une infinité de postures, désorganisé, réorganisé selon une logique et une sensibilité entièrement nouvelles et très personnelles ; il est désarticulé, aux confins de l’abstraction la plus poussée, qui cependant, ne se départ jamais de sa dimension poétique.
Les prolongements de cette œuvre tout à fait à part, faisaient dire à Michel Seuphor : « Voilà ce que nous attendions depuis cinquante ans : l’aboutissement du cubisme ».